# 南スラウェシ州知事一覧
本項では、南スラウェシ州知事（Gubernur Sulawesi Selatan）を一覧する。南スラウェシ州知事は、南スラウェシ州の首長である。 最初の州知事はアフマド・リファイ・マンガバラニで1960年12月13日就任。最も直近に選出された州知事はアンディ・スディルマン・スライマンで2025年2月20日就任。最も長い期間務めた州知事はアフマド・ラモで、1966年11月17日から1977年10月4日まで約10年間務めた。最も短い期間務めた州知事はファジリ・ジュフリで、2025年1月7日から2月20日までの僅か44日務めた。

## 州知事一覧
インドネシア共和国国軍
  ゴルカル
  闘争民主党
  グリンドラ党
  無所属
| 職名 | 氏名                               | 画像 | 出身等                 | 任期                                                       | 副知事                                                                             |
| ---- | ---------------------------------- | ---- | ---------------------- | ---------------------------------------------------------- | ---------------------------------------------------------------------------------- |
| 1    | アフマド・リファイ・マンガバラニ   |      | インドネシア共和国国軍 | 1960年12月13日 ‐ 1966年11月17日                            | 空席                                                                               |
| 2    | アフマド・ラモ                     |      | インドネシア共和国国軍 | 1966年11月17日 ‐ 1977年10月4日                             | 空席                                                                               |
| —    | ダウド・ノンポ                     |      | 無所属                 | 1977年10月4日 ‐ 1978年1月19日                              | 空席                                                                               |
| 3    | アンディ・オダン                   |      | インドネシア共和国国軍 | 1978年1月19日 ‐ 1983年1月19日                              | 空席                                                                               |
| 4    | アフマド・アミルディン             |      | 無所属                 | 1983年1月19日 ‐ 1988年1月19日1988年1月19日 ‐ 1993年1月19日 | ダウド・ノンポ ザイナル・バスリ・パラグナ アンボ・エテン・アミン                   |
| 5    | ザイナル・バスリ・パラグナ         |      | インドネシア共和国国軍 | 1993年1月19日 ‐ 1998年1月19日1998年1月19日 ‐ 2003年1月19日 | アンディ・ムハマッド・ガリブ ダルマディ・ハルシャ マスナウィ・アブドゥル・サアダン |
| 6    | アミン・シャム                     |      | ゴルカル               | 2003年1月19日 ‐ 2008年1月19日                              | シャフルル・ヤシン・リンポ                                                         |
| —    | タンリバリ・ラモ                   |      | 無所属                 | 2008年1月19日 ‐ 2008年4月8日                               | 空席                                                                               |
| 7    | シャフルル・ヤシン・リンポ         |      | ゴルカル               | 2008年4月8日 ‐ 2013年4月8日2013年4月8日 ‐ 2018年4月8日     | アグス・アリフィン・ヌマン                                                         |
| —    | ソニ・スマルソノ                   |      | 無所属                 | 2018年4月8日 ‐ 2018年9月5日                                | 空席                                                                               |
| 8    | ヌルディン・アブドゥラ             |      | 無所属 闘争民主党      | 2018年9月5日 ‐ 2022年1月12日                               | アンディ・スディルマン・スライマン                                                 |
| —9   | アンディ・スディルマン・スライマン |      | 無所属                 | 2021年2月28日 ‐ 2022年3月10日2022年3月10日 ‐ 2023年9月5日  | 空席                                                                               |
| —    | バティアル・バハルディン           |      | 無所属                 | 2023年9月5日 ‐ 2024年5月17日                               | 空席                                                                               |
| —    | ズダン・アリフ・ファクルロ         |      | 無所属                 | 2024年5月17日 ‐ 2025年1月7日                               | 空席                                                                               |
| —    | ファジリ・ジュフリ                 |      | 無所属                 | 2025年1月7日 ‐ 2025年2月20日                               | 空席                                                                               |
| (9)  | アンディ・スディルマン・スライマン |      | グリンドラ党           | 2025年2月20日 ‐                                            | ファトマワティ・ルスディ                                                           |